# Leonid Teliga

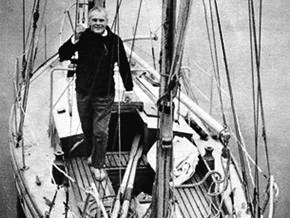
Leonid Teliga

Leonid Teliga (* 28. Mai 1917 in Wjasma; † 21. Mai 1970 in Warschau) war ein polnischer Journalist, Autor und Dolmetscher.

## Leben
Teliga war Autor vieler Radiosendungen, verfasste jedoch auch Erzählungen und Gedichte. Er reiste auf Fischkuttern und fuhr auf Hochseefischfang mit. In Laos arbeitete er in der Schlichtungskommission der Vereinten Nationen mit. Weitere Reisen führten ihn nach China, Korea, Italien und nach Afrika.
Am 25. Januar 1967 startete er mit der von ihm gebauten Yacht Opty von Casablanca aus zu einer Weltumsegelung. Er war der erste Pole, der als Alleinsegler die Welt umsegelte. Nach etwas mehr als zwei Jahren kehrte er am 5. April 1969 nach Casablanca zurück. Auf der Reise war er jedoch erkrankt und musste unmittelbar nach Ende der Reise in ein polnisches Krankenhaus gebracht werden, wo ein Krebsleiden diagnostiziert wurde.
Er gab viele Interviews zu seiner Reise und begann mit den Arbeiten für ein Buch über die Reise, das er jedoch bedingt durch seinen baldigen Tod nicht vollenden konnte.